# Равно-Поле
Равно-Поле (болг. Равно поле) — село в Болгарии. Находится в Софийской области, входит в общину Елин-Пелин. Население составляет 1642 человека (2022).

## Политическая ситуация
В местном кметстве Равно-Поле, в состав которого входит Равно-Поле, должность кмета (старосты) исполняет Симеон Вырлеянов Господинов (Болгарская социалистическая партия (БСП)) по результатам выборов правления кметства.
Кмет (мэр) общины Елин-Пелин — Галя Симеонова Георгиева (Граждане за европейское развитие Болгарии (ГЕРБ)) по результатам выборов в правление общины.

## Достопримечательности, памятные места
|
Надгробия трех русских солдат, погибших во время русско-турецкой войны 1877—1878 гг. Расположены во дворе церкви «Света Троица».